# 灰卷尾
灰卷尾为卷尾科卷尾属的鸟类，俗名灰黎鸡、铁灵夹、白颊卷尾、灰龙尾燕、白颊乌秋。廣泛分佈於東亞和東南亞，多個族群在灰色的深淺、遷徙模式以及眼部白斑的大小和是否存在上有所差異。

## 外形描述

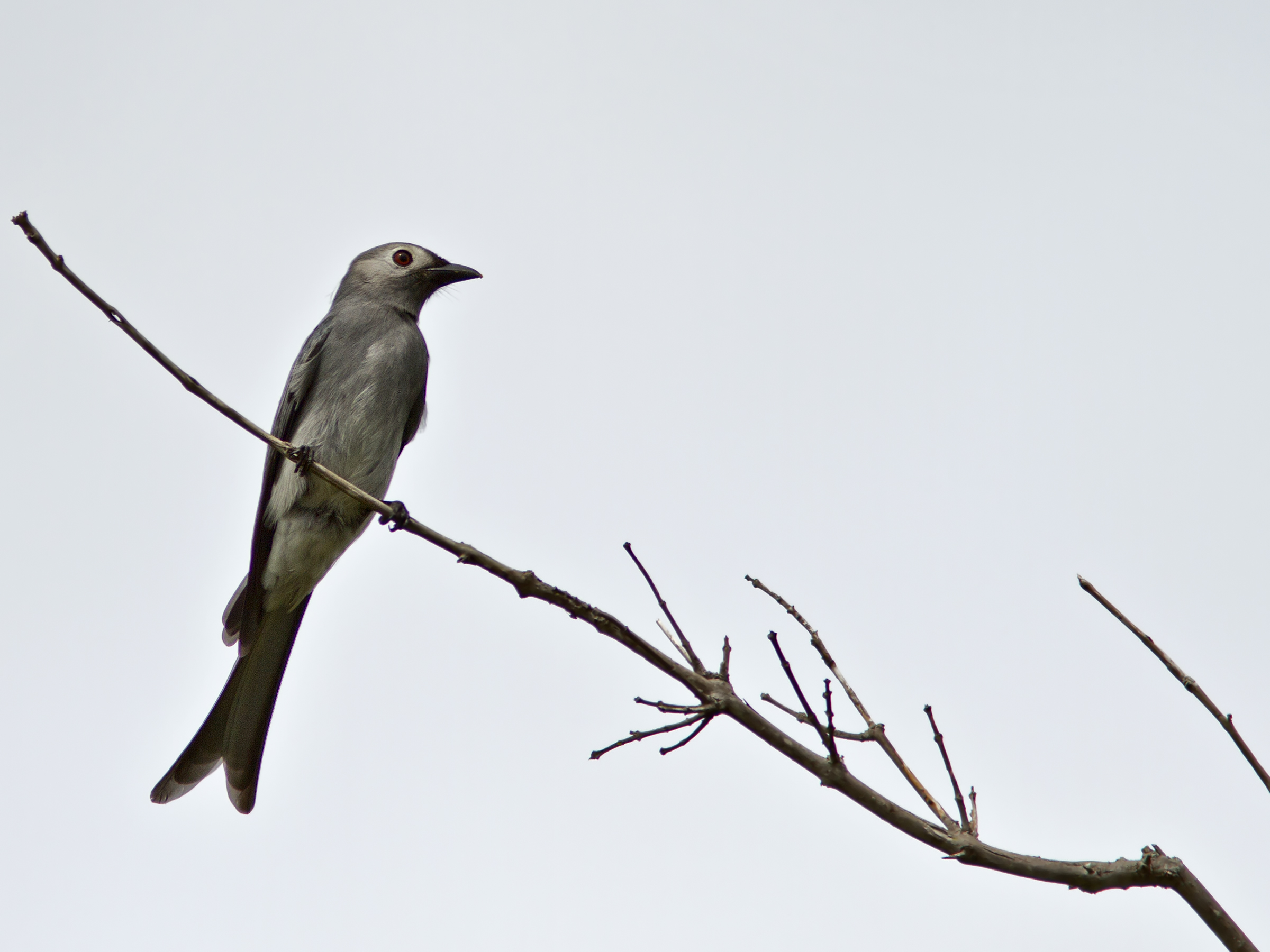
亞種 salangensis 於泰國

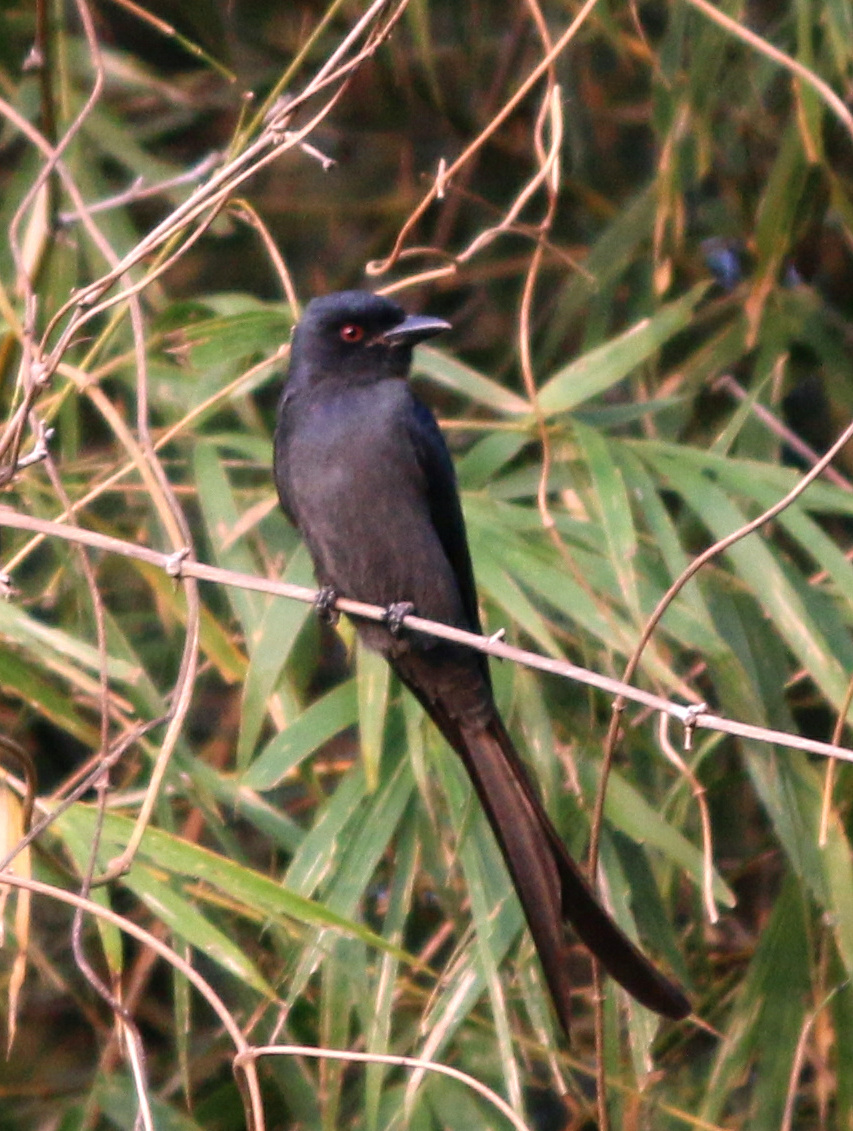
正面

成年的灰卷尾主要呈深灰色，尾巴長且深深分叉。不同亞種在灰色羽毛的色調上有所不同。部分亞種頭部有白色斑紋。幼鳥則為暗棕灰色。
印度的亞種longicaudatus（包括冬季遷徙到半島的喜馬拉雅亞種beavani，其中中印度的一個繁殖群體被Vaurie區分為狹義的longicaudatus）非常黑，幾乎像大卷尾，但其體型較為纖細，尾巴也更長且分叉較少。這些鳥棲息於高大的森林中，腹部深灰色，缺少大卷尾的光澤。其虹膜為深紅色，且沒有白色嘴裂斑。亞種leucogenis和salangensis的眼部周圍有白色斑點，南方繁殖的幾個島嶼族群也是如此。叫聲比大卷尾稍微帶有鼻音且較尖銳。

## 亚种
- 灰卷尾西南亚种（学名：Dicrurus leucophaeus hopwoodi）。分布于锡金、不丹、印度、孟加拉国、缅甸、老挝、越南、泰国以及中国大陆的西藏、四川、云南、贵州、广西、广东、海南等地。该物种的模式产地在孟加拉国Dacca。[4]
- 灰卷尾海南亚种（学名：Dicrurus leucophaeus innexus）。在中国大陆，分布于海南等地。该物种的模式产地在海南文昌。[5]
- 灰卷尾普通亚种（学名：Dicrurus leucophaeus leucogensis）。分布于老挝、柬埔寨、越南、泰国、马来半岛以及中国大陆的东北、河北、北京、陕西、山西、甘肃、南抵长江流域、西至四川、安徽、江苏、浙江、福建或达广东等地。该物种的模式产地在中国。[6]
- 灰卷尾华南亚种（学名：Dicrurus leucophaeus salangensis）。分布于泰国、马来半岛、南抵马六甲海峡以及中国大陆的湖南、东达福建与广东交界以南地区、西抵贵州、海南等地。[7]

## 分佈
灰卷尾繁殖於熱帶南亞的丘陵地區，從東部阿富汗向東延伸至南部中國、琉球群島的日本南部（特別是沖繩）以及印尼。
包括阿富汗、巴基斯坦、印度、孟加拉国、斯里兰卡、中南半岛、马来半岛、大巽他群岛以及中国大陆的东北、河北、山西、陕西、甘肃、西至四川、西藏、云南、贵州、长江流域及东南部沿海各省、福建、广东、广西、海南等地，主要栖息于平原丘陵地带、村庄附近、河谷或山区以及停留在高大乔木树冠顶端或山区岩石顶上。该物种的模式产地在印度尼西亚爪哇。
其分佈範圍北部的許多族群是候鳥。哈爾斯·沃里描述了亞種beavani（以羅伯特·塞西爾·比文命名），該亞種繁殖於喜馬拉雅山脈，並在印度半島過冬。然而，後來的研究者將此亞種歸為longicaudatus的一部分，該亞種在印度中部也有繁殖族群。 在冬季，該物種尤其喜歡棲息於丘陵森林。 E. C. 斯圖爾特·貝克描述了stevensi，沃里認為其可能是beavani或hopwoodi（東喜馬拉雅）的變種。hopwoodi的東部分佈有泰國和緬甸的mouhouti。其北部分佈有leucogenis和salangensis（這兩個亞種主要遷徙到南部地區，但也曾在那加蘭被發現），而bondi則分佈於更南方。東南亞島嶼鏈上有許多島嶼族群，包括periophthalmus、ryukyuensis、batakensis、phaedrus、siberu和nigrescens。指名亞種據說分佈於西馬路島、爪哇、峇里、龍目島、巴拉望島和巴拉巴克島。

## 行為與生態

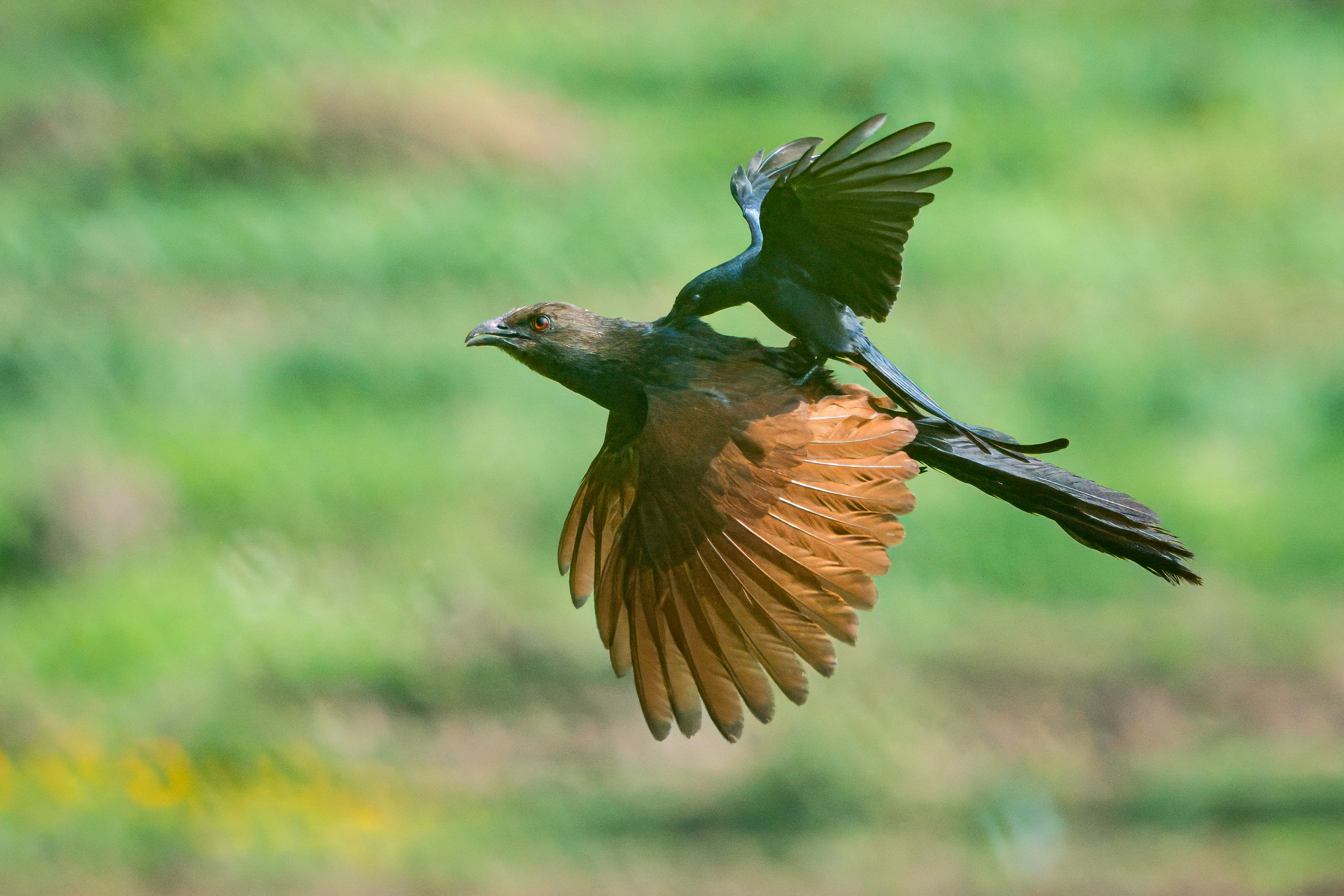
灰卷尾騎在褐翅鴉鵑上

灰卷尾的腿短，當牠們棲息時，姿勢非常直立，且常棲息於高處的樹上。牠們為食蟲性，主要通過掠食飛行來捕捉昆蟲，有時也從樹幹上覓食。 牠們單獨、成對或以小群體出現。遷徙時，牠們會以小群體飛行。
牠們常見的叫聲被描述為drangh gip或gip-gip-drangh。 牠們能夠模仿其他鳥類的叫聲，甚至可以模仿黑翅雀鵯的口哨聲。
繁殖季節為5月至6月，牠們在樹上築鬆散的杯狀巢，通常產下三到四顆帶紅色或棕色的蛋。

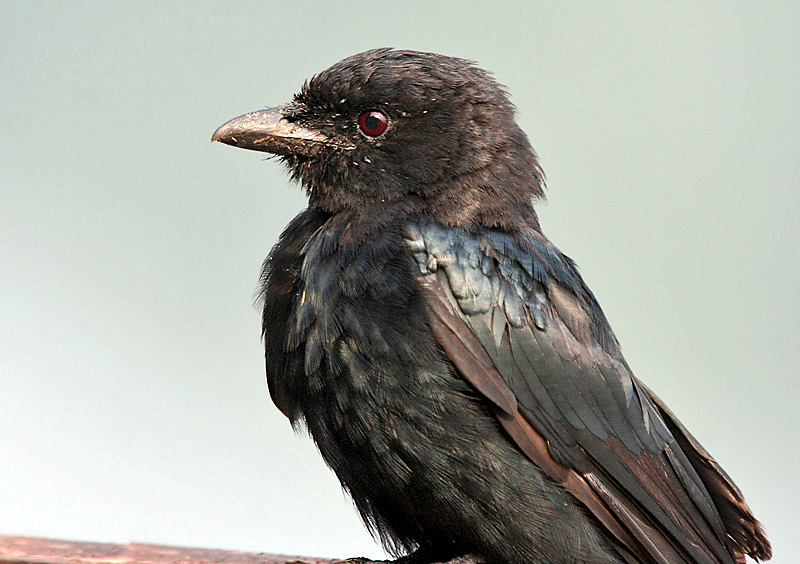
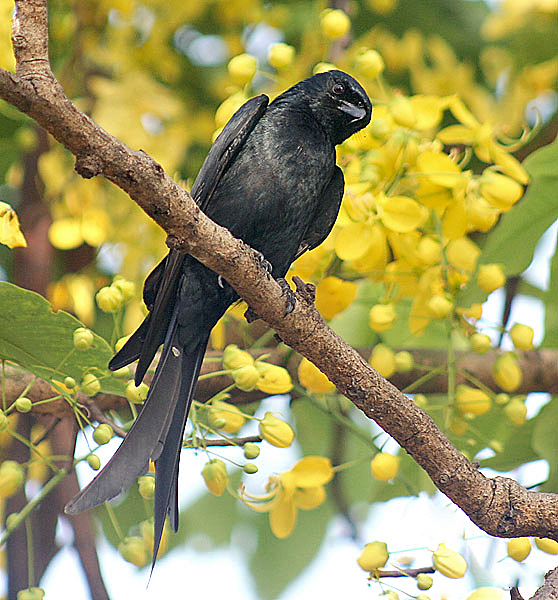
longicaudatus (加爾各答)
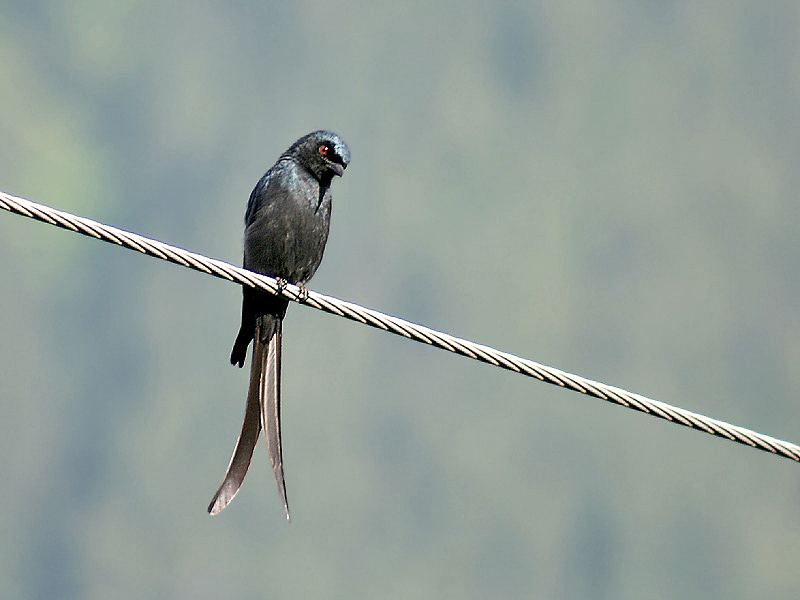
longicaudatus (8000呎,  庫魯)

## 外部連結
- 灰卷尾(Dicrurus leucophaeus)鳴聲(1) （页面存档备份，存于）香港觀鳥會鳥鳴集
- 灰卷尾(Dicrurus leucophaeus)鳴聲(2) （页面存档备份，存于）香港觀鳥會鳥鳴集
- 灰卷尾(Dicrurus leucophaeus)鳴聲(3) （页面存档备份，存于）香港觀鳥會鳥鳴集